# Санчат, Саян Кан-оолович
Сая́н Ка́н-оо́лович Санча́т (27 марта 1974 года, Красноярск, СССР) — российский боксёр-профессионал, выступавший в лёгкой и первой полусредней весовых категориях. Бронзовый призёр чемпионата мира (1997), бронзовый призёр чемпионата Европы (1998), двукратный чемпион России (1996, 1998) в весовой категории до 57 кг в любительских соревнованиях. Мастер спорта России международного класса. Обладатель пояса интернационального чемпиона WBC (2001—2003) в лёгком весе в профессиональном боксе.Первый чемпион России по боксу в истории Тувы.

## Биография
Саян Санчат родился 27 марта 1974 года в городе Красноярске.
В 1985 году, будучи учеником 6-го класса, по настоянию отца, который сам в прошлом занимался боксом, записался в боксёрскую секцию.
В 1989 году выполнил норматив кандидата в мастера спорта.
В 1991 году переехал в Новосибирск, где поступил в Новосибирский колледж физической культуры (1991—1996) и продолжил занятия боксом под руководством Н. И. Дергунова.
В 1993 году стал мастером спорта.
В 1994 году начал тренироваться у В. С. Воеводина.
С 1995 года принимал участие во внутрироссийских любительских соревнованиях, а также выступал на международных турнирах в составе национальной сборной.
В период с 1995 по 1998 год выиграл Кубок России (1995) в весовой категории до 60 кг, стал двукратным чемпионом России (1996, 1998), бронзовым призёром чемпионатов мира (1997) и Европы (1998) в весовой категории до 57 кг.
В 1999 году начал подготовку к отборочному олимпийскому турниру в весовой категории до 63,5 кг, но решил завершить любительскую карьеру по причине сложной физической адаптации к новому весу.
13 октября 2000 года дебютировал в профессиональном боксе.
26 мая 2001 года стал чемпионом России в лёгком весе, победив техническим нокаутом в шестом раунде Романа Лобачёва.
10 ноября 2001 года завоевал титул интернационального чемпиона WBC в лёгком весе, выиграв техническим нокаутом в третьем раунде у Тирсо Альбии (Филиппины).
16 февраля 2002 года провёл первую защиту титула, одержав победу техническим нокаутом в третьем раунде над южноафриканцем Сибонисо Мдлетье.
13 июня 2003 года потерял чемпионский пояс в бою с Микеле Делли Паоли (Италия), проиграв техническим нокаутом в десятом раунде.
26 сентября 2003 года выиграл титул чемпиона Союза России и Беларуси в первом полусреднем весе, победив в седьмом раунде белоруса Валерия Харьянова ввиду снятия соперника с боя решением врача.
В 2004 году, уступив в рейтинговом поединке Андрею Котельнику (Украина), завершил выступления на профессиональном ринге.
После окончания спортивной карьеры работает тренером по боксу.

## Любительская карьера
В марте 1995 года состоялся дебют Санчата в чемпионатах России. Выступая в весовой категории до 60 кг, Саян в первом же круге проиграл Михаилу Мыльникову (по очкам, 2:3).
Однако уже в сентябре Санчат стал обладателем Кубка России в данной весовой категории, победив в финале турнира Сергея Башкирова.
В 1996 году Саян впервые выиграл национальный чемпионат. В весовой категории до 57 кг он последовательно победил Сергея Белова (по очкам, 12:10), Юлиана Андакулова (по очкам, 5:0), Айдара Касимова (по очкам, 4:1), Василия Климова (ввиду снятия соперника в третьем раунде), а в финале оказался сильнее Андрея Девятайкина (по очкам, 3:2).
В 1997 году Санчату не удалось повторить свой успех. В августе на чемпионате России в Перми он сумел победить в четвертьфинале представителя Волгограда Алексея Степанова (по очкам), но проиграл в полуфинале местному боксёру Айдару Касимову (решением жюри). Таким образом, Саян завоевал бронзовую медаль первенства. При этом Санчат стал единственным, кто, не выиграв данный национальный чемпионат, тренерским решением был включён в состав сборной России на чемпионат мира в Будапеште.
В октябре российский боксёр успешно стартовал на мировом первенстве, выиграв в первом круге у молдованина Тудора Чебану. Санчат провёл поединок в агрессивной манере, и, добившись большого преимущества в начале боя, не экономил сил и одержал победу по очкам со счётом 21:2. В 1/8 финала Саян победил Джона Хамида Ларби из Швеции (по очкам, 11:0). В четвертьфинальном бою с Артуром Геворкяном (Армения) Санчат имел безусловное преимущество, его сопернику трижды был отсчитан нокдаун. В итоге поединок был остановлен досрочно. В полуфинальном бою россиянин встретился с известным венгерским боксёром Иштваном Ковачем и уступил ему по очкам (2:15), став бронзовым призёром чемпионата.
В марте 1998 года Санчат выиграл свою вторую золотую медаль чемпиона России, успешно выступив на чемпионате страны в Белгороде. В четвертьфинале Саян победил Мишагина (Санкт-Петербург), в полуфинале — челябинца Митишева, а в решающем поединке взял верх над своим земляком из Новосибирска Андреем Козловским.
В мае Саян в составе сборной России поехал на чемпионат Европы в Минск, где в 1/8 финала прошёл грека Майкла Арнаутиса (по очкам, 19:3), а в четвертьфинале оказался сильнее Видаса Бичюляйтиса из Литвы (по очкам, 7:4). Но в полуфинале турнира Санчат уступил по очкам со счётом 4:9 выступавшему за Турцию экс-россиянину Рамази Палиани и стал обладателем бронзовой награды чемпионата.
После европейского первенства Саян перешёл в весовую категорию до 60 кг, сумев в сентябре дойти до финала крупного международного турнира «Кубок Акрополя». На финальный поединок с Кобой Гоголадзе из Грузии российский боксёр не вышел по причине простуды.
В 1999 году Санчат ещё раз сменил весовую категорию и принял старт на июньском чемпионате России в Челябинске в весе до 63,5 кг, однако уже в первом бою уступил Максиму Чудакову (по очкам, 0:5).
В этом же году в процессе подготовки к отборочному олимпийскому турниру Саян принял решение завершить любительскую карьеру по причине тяжело протекающей адаптации к новой весовой категории и пополнил ряды новосибирского клуба профессионального бокса «Крепость».

## Профессиональная карьера
На профессиональном ринге Санчат дебютировал 13 октября 2000 года в возрасте 26 лет, в лёгком весе, по ходу карьеры также проводил бои в первой полусредней весовой категории. Большинство боёв (18) провёл в России, по одному поединку — в Италии, Беларуси, Эстонии и Германии.

### 2000—2002 годы
В 2000 году Саян провёл один поединок. Свой первый профессиональный бой он завершил победой техническим нокаутом над соотечественником Розалином Насибулиным.
В 2001 году Санчат шесть раз выходил на ринг (5 побед, 1 поражение). В феврале он потерпел первую неудачу в профессиональной карьере, проиграв ввиду отказа от продолжения боя в первом раунде Ивану Андрякову. При этом уже в мае Саян получил возможность провести поединок за звание чемпиона России в лёгком весе. В титульном двенадцатираундовом бою он победил техническим нокаутом в шестом раунде Романа Лобачёва из Санкт-Петербурга и стал обладателем своего первого чемпионского пояса.
10 ноября 2001 года Санчат в поединке за титул интернационального чемпиона WBC встретился с филиппинским боксёром Тирсо Альбия.

#### Бой с Альбия
|                  |                                                                               |                                                                               |
| Соперник         | Тирсо Альбия                                                                  | Тирсо Альбия                                                                  |
| Место проведения | ЛДС "Сибирь", Новосибирск, Россия                                             | ЛДС "Сибирь", Новосибирск, Россия                                             |
| Результат        | Победа Санчата техническим нокаутом в третьем раунде двенадцатираундового боя | Победа Санчата техническим нокаутом в третьем раунде двенадцатираундового боя |
| Статус           | Бой за звание интернационального чемпиона WBC в лёгком весе                   | Бой за звание интернационального чемпиона WBC в лёгком весе                   |
| Рефери           | Брюс МакТавиш                                                                 | Брюс МакТавиш                                                                 |
|                  | Санчат                                                                        | Альбия                                                                        |
| Результаты боёв  | 4-1                                                                           | 23-13-1                                                                       |

На пресс-конференции перед боем соперник Санчата вёл себя достаточно агрессивно. В частности, пообещал быстро нокаутировать россиянина и «превратить его на ринге в котёнка» (профессиональное прозвище Саяна — «Тигр»). Российский боксёр в ответ на это заметил, что «ринг всех расставит по своим местам».
Бой прошёл с большим преимуществом Санчата. Во втором раунде он дважды отправлял соперника в нокдаун, а в третьем рефери остановил поединок, зафиксировав победу Саяна техническим нокаутом.
В 2002 году Санчат провёл шесть боёв и во всех одержал победы, причём четыре из них нокаутом.
16 февраля он успешно защитил свой титул интернационального чемпиона WBC в поединке с Сибонисо Мдлетье из ЮАР. По ходу боя соперник Саяна трижды оказывался в нокдауне. В итоге россиянин одержал победу техническим нокаутом в третьем раунде.
Также в апреле Санчату удалось взять реванш за своё первое поражение в профессиональной карьере. В повторном поединке с Иваном Андряковым успех сопутствовал Саяну, победившему техническим нокаутом в третьем раунде.

### 2003—2004 годы
В 2003 году Санчат выиграл в четырёх поединках из пяти, но поражение потерпел в самом значимом бою. Вторую защиту своего чемпионского пояса россиянин проводил 13 июня в Италии, где проиграл техническим нокаутом в десятом раунде местному боксёру Микеле Делли Паоли. В сентябре Саяну, перешедшему в первый полусредний вес, удалось завоевать малозначимый титул чемпиона Союза России и Беларуси. В этом поединке Санчат взял верх над белорусом Валерием Харьяновым. Бой остановил врач по причине сильного рассечения, полученного Харьяновым от ударов Саяна в шестом раунде.
2004 год Санчат начал с январской победы над Андреем Девятайкиным, с которым встречался ещё в любительских соревнованиях. Однако в следующем бою, 13 марта, уступил в эстонской Нарве не имевшему на тот момент поражений белорусу Сергею Гулякевичу единогласным решением судей (74:78, 77:78, 76:77). Через пять дней после данного поединка Санчат выиграл техническим решением у россиянина Андрея Напольских, а уже 30 марта вышел в Германии на бой с действующим интерконтинентальным чемпионом WBA в первом полусреднем весе украинцем Андреем Котельником. В этом поединке титул боксёра из Украины не стоял на кону. В рейтинговом восьмираундовом бою Санчат проиграл единогласным решением судей (71:80, 71:80, 71:80), побывав в нокдауне в пятом раунде.
После поражения от Андрея Котельника Саян Санчат завершил спортивную карьеру.

## Жизнь после спорта
По завершении карьеры боксёра Санчат работал тренером в Новосибирске. После переезда в Кызыл трудился в качестве тренера-преподавателя по боксу в РГБОУ ДОД «ДЮСШ» при Министерстве молодёжной политики и спорта Республики Тыва, затем перешёл на работу в СДЮШОР «ЦСКА-Тыва».
В 2012 году Саян Санчат был депутатом Хурала представителей Тес-Хемского кожууна четвёртого созыва.

## Награды
- Орден «Буян-Бадыргы» III степени (2 апреля 2024 года) — за большой вклад в развитие физической культуры и спорта[23].